# بیلبرجیا نوتانس
 بیلبرجیا نوتانس(نام علمی: Billbergia nutans) نام یک گونه از تیره آناناسیان است.